# Litwinow-Protokoll
Das Litwinow-Protokoll oder Moskauer Protokoll (auch als Ostpakt bekannt) wurde am 9. Februar 1929 von der Sowjetunion, Polen, Rumänien, Lettland und Estland beschlossen und hatte das vorfristige Inkrafttreten des Briand-Kellogg-Paktes – und damit den Verzicht, internationale Streitigkeiten mit militärischer Gewalt zu lösen – zum Gegenstand.
Die Türkei und Litauen folgten einige Wochen später. Finnland, das ebenfalls aufgefordert war, dem Protokoll beizutreten, verweigerte die Unterschrift.
Die Initiative zu dieser Vereinbarung ging vom sowjetischen Außenminister Maxim Litwinow aus. Zunächst waren nur Verhandlungen mit Polen und Rumänien vorgesehen, aber auf Drängen Warschaus wurden auch Estland und Lettland mit einbezogen. Damit sollte die internationale Umwelt, vor allem aber die Nachbarstaaten von der Friedenspolitik der Sowjetunion überzeugt und die Sorge um die kollektive Sicherheit demonstriert werden.
Der Abschluss des Protokolls wird als beachtlicher Erfolg der sowjetischen Diplomatie gewertet, da damit eine drohende Einkreisung verhindert wurde, und die Sowjetunion auf diese Weise ihre Bereitschaft zur Mitarbeit an der Gewährleistung der kollektiven Sicherheit bezeugen konnte, zumal viele Staaten vor der Ratifizierung des Briand-Kellogg-Paktes Vorbehalte angemeldet hatten.
Am 5. April 1929 trat auch Litauen dem Litwinow-Protokoll bei, womit die Auseinandersetzung um Vilnius zugunsten Polens beigelegt war, was Józef Piłsudski als Erfolg seiner Politik verbuchte. Die frühere Hauptstadt Litauens, Vilnius, wurde dadurch offiziell polnisch, und Kaunas diente als Hauptstadt Litauens.